# Herb województwa warszawskiego

Herb województwa warszawskiego

Herb województwa warszawskiego: Orzeł biały bez korony, zwrócony w prawo w polu czerwonym (typ orła z czasów Zygmunta III - bez snopka Wazów).